# نموذج القوى
يُعرَف نموذج القوى في مجال الأعمال التجارية العالمية ويطلق عليه أيضا باسم بورتر دايموند أو نظرية بورتر الخماسي للميزة الوطنية ويصف هذا النموذج الميزة التنافسية للأمة في الأسواق الدولية. تؤخذ في الاعتبار أربع سمات للنموذج: شروط العوامل، ظروف الطلب، الصناعات ذات الصلة والداعمة، استراتيجية الشركة، الهيكل، التنافس. وفقا لمبتكر النموذج مايكل بورتر قائلاً: "هذه المحددات تخلق البيئة الوطنية التي تولد فيها الشركات وتتعلم من خلالها كيفية المنافسة".

## نبذه سابقه
غالباً ما يركز التحليل الاستراتيجي على رأيين للمنظمة وهي: وجهة نظر الصناعة، وجهة النظر المعتمدة على الموارد. تحلل كل من وجهات النظر المنظمة دون الأخذ بالاعتبار العلاقة بين القرار الاستراتيجي للمنظمات و الأُطر المؤسسية. يعد نموذج قوى أداة تعمل على تحليل بيئة مهام المنظمة. يبرز نموذج القوى الخيارات الاستراتيجية حيث لا ينبغي أن تكون مجرد وظيفة لهيكل الصناعة و موارد الشركة بل يجب أن تكون دالة على قيود الإطار المؤسسي.
يصبح التحليل المؤسسي (كنموذج القوى) مهماً بشكل كبير حيث تُدخل الشركات بيئات تشغيل جديدة وتعمل ضمن أطر مؤسسية جديدة.
نتجَ إطار بورتر الوطني للقوى عن دراسة لأنماط المزايا النسبية بين الدول الصناعية. يعمل النموذج على ضم الكثير من أعمال بورتر السابقة في نظريته التنافسية للقوى الخمس وإطار عمله لسلسلة القيمة، وكذلك نظريته في الميزة التنافسية من خلال جعله في إطار موحد وينظر الى مصادر الميزة التنافسية انها تُمكن الحصول عليها من السياق الوطني.
يتم استخدامه لتحليل إمكانية الشركة على العمل في السوق الوطنية بالإضافة إلى تحليل قدرة السوق الوطنية وذلك للمنافسة في الأسواق الدولية.  يعتَرف بأربع ركائز للبحث (ظروف عوامل الإنتاج، أوضاع الطلب، الصناعات ذات الصلة والداعمة، الهيكل الثابت، الاستراتيجية، التنافس) فيجب على الشخص ان يقوم بذلك في تحليل صلاحية دولة تتنافس في سوق دولية معينة. لكن يمكن أيضا استخدامه كأداة تحليل مقارن والتعرف على البلد المناسب لشركة معينة للتوسع فيه.
اثنين من الأعمدة المذكورة أعلاه يركزان على البيئة الاقتصادية الوطنية (اقتصاد كلي) لتحديد ما إذا كان الطلب موجودًا جنبًا إلى جنب مع العوامل اللازمة للإنتاج (أي في كلا طرفي سلسلة القيمة المتطرفين). يركز عمود آخر على العلاقات المحددة التي تمتلكها الصناعات المدعومة مع الشركة/الدولة/الصناعة المدروسة.
ينظر العمود الأخير إلى استجابة الشركة الاستراتيجية (اقتصاد كلي)مثل، استراتيجيتها مع مراعاة هيكل الصناعة والمنافسة. وبهذه الطريقة يحاول تسليط الضوء على مناطق الميزة التنافسية وكذلك الضعف التنافسي، من خلال النظر إلى مدى تُوائم الشركات/الدول مع الظروف المحددة لسوق معين.

## العناصر
يتألف الإطار المذكور من أربعة مكونات مختلفة:

### شروط العوامل (الثروات)
تشمل شروط العوامل الموارد الإنتاجية للدولة، بما في ذلك البنية التحتية والقوى العاملة والأراضي والموارد الطبيعية.
وفقًا لبورتر، "لا ترث الدولة العوامل الأكثر أهمية في الإنتاج، بل تقوم بإنشائها بنفسها، مثل الموارد البشرية المهرة أو القاعدة العلمية". قد يتم التوفيق في نقص العوامل الأقل أهمية، مثل القوى العاملة غير المهرة أو الوصول إلى المواد الخام، من خلال التكنولوجيا أو تنفيذ ما يطلق عليه بورتر "استراتيجية عالمية".
يمكن تصنيف الثروة العاملة إلى نوعين:
- الموارد المحلية/الموارد المتخصصة بشكل كبير
- الثروات الطبيعية

على سبيل المثال، عند تحليل سيطرة هوليوود على إنتاج الأفلام أشار بورتر إلى التركيز المحلي على القوى العاملة الماهرة، بما في ذلك المدارس المختلفة للسينما (جامعة كاليفورنيا في لوس أنجلس وجامعة جنوب كاليفورنيا) في المنطقة. أيضًا، قد تشجع قيود الموارد على تطوير قدرات بديلة؛ مما دفعَ الافتقار النسبي للمواد الخام في اليابان إلى تحفيز التصغير والتصنيع الخالي من العيوب.

### الصناعات ذات الصلة و الداعمة
يشير هذا المكون إلى الصناعات التي تزود أو توزع أو تتعلق بالصناعة المدروسة. بالنسبة للعديد من الشركات، يكون وجود الصناعات ذات الصلة و الداعمة ذو أهمية حاسمة لنمو تلك الصناعة بشكل خاص. المفهوم الحاسم هنا هو أن القوى التنافسية الوطنية تميل إلى أن ترتبط بـ "تجمعات" من الصناعات. على سبيل المثال، وادي السليكون في الولايات المتحدة ووادي السيليكون في المملكة المتحدة هما تجمعات تكنولوجيا الصناعات ذات التكنولوجيا العالية والتي تشمل شركات البرمجيات الفردية وشركات الشرائح النصفية. في ألمانيا، توجد مجموعة مماثلة حول الصناعات الكيميائية والأصباغ الاصطناعية والمنسوجات وآلات المنسوجات.

### ظروف الطلب
توفر ظروف الطلب في السوق المحلي المحرك الأساسي للنمو والابتكار وتحسين الجودة. يفترض أن السوق المحلي القوي يحفز الشركة من أن تكون شركة ناشئة إلى منظمة متوسعة إلى حد ما. كمثال، يمكننا أن نأخذ حالة ألمانيا التي تمتلك بعض من أبرز شركات السيارات في العالم مثل مرسيدس وبي إم دبليو وبورش. تسيطر شركات السيارات الألمانية على العالم فيما يتعلق بالفئة عالية الأداء من صناعة السيارات. ومع ذلك، فإن موقفهم في سوق السيارات الرخيصة والمنتجة بكميات كبيرة أضعف بكثير. يمكن ربط ذلك بسوق محلي يطالب تقليديًا بمستوى عالٍ من الأداء الهندسي. أيضًا، بنية النقل في ألمانيا، مع طرق السرعة العالية، تميل إلى تفضيل السيارات ذات الأداء العالي.

### الاستراتيجية، الهيكل، المنافسة
الأداء الوطني في قطاعات معينة يرتبط بشكل لا يمكن تجنبه بالاستراتيجيات والهياكل للشركات في تلك القطاعات. تلعب المنافسة دورًا كبيرًا في دفع الابتكار والترقية اللاحقة للميزة التنافسية. نظرًا لأن المنافسة المحلية أكثر مباشرة وتؤثر في وقت مبكر من الخطوات التي يتخذها المنافسين الأجانب، فإن الحافز الذي يوفرهم هم أعلى من حيث الابتكار والكفاءة. كمثال، فإن صناعة السيارات اليابانية مع 8 منافسين رئيسيين (هوندا، تويوتا، سوزوكي، إيسوزو، نيسان، مازدا، ميتسوبيشي وسوبارو) توفر منافسة شديدة في السوق المحلية، فضلاً عن الأسواق الأجنبية التي يتنافسون فيها.

### العوامل الأخرى:
يحدد بورتر متغيرين آخرين يؤثران على التنافسية. هذه العوامل "تدعم وتكمل نظام التنافسية الوطنية ولكنها لا تخلق ميزات تنافسية دائمة".

#### دور الحكومة
يتمثل دور الحكومة في نموذج بورتر الخماسي في "العمل كمحفز ومنافس. فهي تشجع - أو حتى تدفع - الشركات لرفع تطلعاتها والانتقال إلى مستويات أعلى من الأداء التنافسي. يجب على الحكومة تشجيع الشركات لرفع ادائها، تحفيز الطلب المبكر على المنتجات المتقدمة، التركيز على إنشاء عوامل متخصصة، تحفيز المنافسة المحلية عن طريق تقييد التعاون المباشر، فرض قوانين مكافحة الاحتكار.

#### الصدفة
يشير دور الصدفة في الأساس إلى الفكرة التي قد يحدث فيها العديد من المرات أن يحصل المنتج أو المشروع على فرصة لتحقيق أقصى فوائده بدافع ضربة الحظ. وبالتالي تلعب الصدفة دورًا رئيسيًا في تحديد مصير المنتج أيضًا.

## النقد
تدور الانتقادات الموجهة إلى نموذج بورتر الوطني الخماسي حول عدد من الافتراضات التي تكمن وراء ذلك.
بورتر مُعمم من تجارب أمريكا الشمالية وأوروبا واليابان وبالنسبة للبلدان النامية في وجود هذه المناطق المتقدمة النمو من العالم وقد يلزم إعادة النظر في النموذج.

## أنظر أيضا
- تطوير التجمعات
- تحليل قوى بورتر الخمس
- نموذج الزوايا الأربع لبورتر
- الإدارة الاستراتيجية
- التخطيط الاستراتيجي
- مجموعة تكنو